# Кубок Боснії і Герцеговини з футболу 2009—2010
Кубок Боснії і Герцеговини з футболу 2009–2010 — 16-й розіграш кубкового футбольного турніру в Боснії і Герцеговині. Володарем кубку вперше став Борац.

## Календар
| Раунд       | Дата                            | Матчі | Клуби   |
| ----------- | ------------------------------- | ----- | ------- |
| 1/16 фіналу | 8-23 вересня 2009               | 16    | 32 → 16 |
| 1/8 фіналу  | 29-30 вересня/21-22 жовтня 2009 | 16    | 16 → 8  |
| 1/4 фіналу  | 28 жовтня/11 листопада 2009     | 8     | 8 → 4   |
| 1/2 фіналу  | 23-24 березня/14 квітня 2010    | 4     | 4 → 2   |
| Фінал       | 5/19 травня 2010                | 2     | 2 → 1   |

## 1/16 фіналу
| Команда 1             | Рахунок        | Команда 2                  |
| --------------------- | -------------- | -------------------------- |
| 8 вересня 2009        |                |                            |
| Модрича               | 7:1            | Слобода (Нови Град) (2)    |
| 15 вересня 2009       |                |                            |
| Пролетер (Теслич) (2) | 2:3            | Леотар                     |
| Желєзнічар            | 1:0            | Босна (Сараєво) (3)        |
| 16 вересня 2009       |                |                            |
| Борац                 | +:-            | Посуш'є (2)                |
| Рудар (Прієдор)       | 4:1            | Сутьєска (Фоча) (2)        |
| Лакташі               | 0:2            | Слога (Добой) (2)          |
| Вележ                 | 4:0            | БСК (Баня-Лука) (2)        |
| Травнік               | 2:1            | Єдинство (Біхач) (2)       |
| Рудар (Какань) (2)    | 0:2            | Слобода (Тузла)            |
| Козара (2)            | 0:4            | Широкі Брієг               |
| Славія                | 2:0            | Турбіна (Ябланіца) (3)     |
| Сараєво               | 4:0            | Раднік (Хаджичі) (3)       |
| Олімпік (Сараєво)     | 4:2            | Раднік (Ліпниця) (3)       |
| Слога (Ускоплє) (3)   | 2:2 (пен. 6:5) | Звєзда                     |
| Зриньські             | 4:0            | Младост (Донжі Свілай) (4) |
| 23 вересня 2009       |                |                            |
| Челік                 | 4:2            | Країна (Казін) (3)         |

## 1/8 фіналу
| Команда 1                 | Заг.    | Команда 2         | 1-й матч | 2-й матч |
| ------------------------- | ------- | ----------------- | -------- | -------- |
| 29 вересня/21 жовтня 2009 |         |                   |          |          |
| Модрича                   | 2:3     | Слога (Добой) (2) | 1:2      | 1:1      |
| 30 вересня/21 жовтня 2009 |         |                   |          |          |
| Челік                     | 1:3     | Славія            | 1:0      | 0:3      |
| Травнік                   | 1:3     | Слобода (Тузла)   | 1:1      | 0:2      |
| Слога (Ускоплє) (3)       | 1:3     | Рудар (Прієдор)   | 1:2      | 0:1      |
| Вележ                     | 1:2     | Желєзнічар        | 0:0      | 1:2      |
| Сараєво                   | 1:1 (ч) | Зриньські         | 1:1      | 0:0      |
| Борац                     | 3:1     | Широкі Брієг      | 2:0      | 1:1      |
| 30 вересня/22 жовтня 2009 |         |                   |          |          |
| Леотар                    | 4:0     | Олімпік (Сараєво) | 3:0      | 1:0      |

## 1/4 фіналу
| Команда 1                   | Заг. | Команда 2       | 1-й матч | 2-й матч |
| --------------------------- | ---- | --------------- | -------- | -------- |
| 28 жовтня/11 листопада 2009 |      |                 |          |          |
| Слога (Добой) (2)           | 0:3  | Зриньські       | 0:2      | 0:1      |
| Славія                      | 2:1  | Слобода (Тузла) | 2:0      | 0:1      |
| Леотар                      | 0:4  | Борац           | 0:3      | 0:1      |
| Желєзнічар                  | 3:0  | Рудар (Прієдор) | 3:0      | 0:0      |

## 1/2 фіналу
| Команда 1                 | Заг. | Команда 2 | 1-й матч | 2-й матч |
| ------------------------- | ---- | --------- | -------- | -------- |
| 23 березня/14 квітня 2010 |      |           |          |          |
| Желєзнічар                | 4:2  | Зриньські | 3:1      | 1:1      |
| 24 березня/14 квітня 2010 |      |           |          |          |
| Славія                    | 2:3  | Борац     | 2:2      | 0:1      |

## Фінал
| Команда 1        | Заг.    | Команда 2  | 1-й матч | 2-й матч |
| ---------------- | ------- | ---------- | -------- | -------- |
| 5/19 травня 2010 |         |            |          |          |
| Борац            | 3:3 (ч) | Желєзнічар | 1:1      | 2:2      |

### Перший матч
| 5 травня 2010 21:15 (UTC+2) |

| Борац      | 1:1      | Желєзнічар |
| ---------- | -------- | ---------- |
| Вукеля 11' | Протокол | Вишча 83'  |

| Міський стадіон, Баня-Лука Глядачів: 11 000 Арбітр: Едін Якупович |

### Повторний матч
| 19 травня 2010 21:15 (UTC+2) |

| Желєзнічар           | 2:2      | Борац                    |
| -------------------- | -------- | ------------------------ |
| Вишча 49' Бешлія 55' | Протокол | Стеванович 6' Кайкут 26' |

| Стадіон «Грбавиця», Сараєво Глядачів: 14 000 Арбітр: Драган Скакич |